# Michael Figures
Michael Anthony Figures (Mobile, 13 de octubre de 1947-Mobile, 13 de septiembre de 1996) fue un abogado y político estadounidense que sirvió en el Senado de Alabama desde el distrito 33 desde 1978 hasta su muerte en 1996. Se desempeñó como presidente pro tempore del organismo después de ser elegido para el cargo en 1995. Su esposa Vivian Davis Figures lo sucedió en el cargo después de su muerte. Figures presentó una demanda civil por muerte por negligencia contra el Ku Klux Klan por el linchamiento de Michael Donald, ganando una sentencia que llevó a la quiebra a Klanes Unidos de América.

## Primeros años de vida
Figures nació el 13 de octubre de 1947 en Mobile, Alabama. Su padre trabajaba como jardinero para International Paper y sacristán de una iglesia.
Figures se graduó de Hillsdale High School, una escuela secundaria exclusivamente para negros, obtuvo una Licenciatura en Artes en Stillman College en 1969 y obtuvo un Juris doctor de la Escuela de Derecho de la Universidad de Alabama en 1972. Fue uno de los tres primeros graduados negros de la escuela.

## Carrera
Figures trabajó en bufetes de abogados en el condado de Greene y Selma, donde trabajó con J. L. Chestnut Jr..
En 1978, Figures se postuló para el Senado de Alabama en el distrito 33. Derrotó al titular Mike Perloff en las elecciones primarias del Partido Demócrata. Se convirtió en uno de los tres miembros negros del Senado de Alabama. Durante su primer mandato, Figures participó en un filibusterismo contra la pena de muerte. Las figuras patrocinaron el proyecto de ley que creó las matrículas para automóviles «Helping Schools», recaudando cientos de miles de dólares para las escuelas de Alabama cada año.
En 1982, Figures y Joe L. Reed, presidente de la Conferencia Demócrata de Alabama (ADC), tuvieron una pelea por el respaldo. Las figuras querían respaldar a George McMillan para gobernador de Alabama, pero el ADC no había hecho ningún respaldo. En 1984, Figures respaldó a Jesse Jackson para la presidencia de los Estados Unidos y se desempeñó como presidente de su campaña presidencial en el estado de Alabama. Posteriormente, decidió formar la Coalición Nuevo Sur para respaldar causas y candidatos progresistas.
Después del linchamiento de Michael Donald en 1981, Figures fue llamado al lugar cuando se descubrió el cuerpo. Dos miembros del Ku Klux Klan fueron arrestados por el asesinato y Thomas Figures, hermano de Michael y asistente del fiscal de distrito, los juzgó y obtuvo condenas por el asesinato. Michael Figures y Morris Dees del Southern Poverty Law Center representaron a la madre de Donald, Beulah Mae Donald, en una demanda civil por muerte por negligencia contra Klanes Unidos de América (UKA). En 1987, ganaron un sentencia de 7 millones de dólares (18,773,286 dólares en términos de dólares corrientes) contra la UKA, lo que llevó a la organización a laquiebra.
En enero de 1995, el Senado de Alabama eligió a Figures como presidente pro tempore.

## Vida personal
Figures estaba casado con Vivian Davis Figures, quien sirvió en el concejo municipal de Mobile. Tuvieron cuatro hijos. Su hijo Shomari Figures es el candidato demócrata a la Cámara de Representantes de los Estados Unidos en el 2.º distrito congresional de Alabama en 2024.
Figures enfermó el 11 de septiembre de 1996 y al día siguiente se sometió a una cirugía para reparar un aneurisma intracraneal en el Centro Médico de la Universidad del Sur de Alabama en Mobile. Allí murió el 13 de septiembre de 1996. Vivian ganó la elección especial para suceder a Michael en el Senado estatal.